# Aksel Møllers Have (metrostation)
Aksel Møllers Have is een ondergronds metrostation in de Deense stad Frederiksberg dat op 29 september 2019 werd geopend.

## Geschiedenis
In 1999 werden plannen gepresenteerd voor een metroringlijn (M3) door Kopenhagen en Frederiksberg die de lijnen M1 en M2 zou kruisen bij Forum en Kongens Nytorv. In dit voorstel lag de westelijke kruising nog bij Forum. In latere tracévarianten verscheen Aksel Møllers Have op de variant langs Frederiksberg, maar het voorkeurstracé liep nog steeds langs Forum.
In 2005 stelden de gemeenten Kopenhagen en Frederiksberg het tracé van de M3 vast. Ze kozen daarbij Frederiksberg in plaats van Forum als westelijk kruispunt zodat  Aksel Møllers Have het eerste station ten noorden van Frederiksberg werd. De bouw begon medio 2010 met het verleggen van kabels en archeologisch onderzoek. Het station werd opgeleverd in september 2019.

## Ligging en inrichting
Het station aan de M3 onder het gelijknamige park dat op zijn beurt genoemd is naar een vroegere burgemeester van Frederiksberg. De hoofdingang van het station ligt in de noordwesthoek van het plein, aan de zuidkant van de stationskuip is een vaste trap tussen de straat en de ondergrondse fietsenstallingen die met tussendeuren verbonden zijn met de stationshal. 
In tegenstelling tot de meeste ondergrondse metrostations in Kopenhagen heeft de hoofdingang geen vaste trap maar twee paar roltrappen onder een afdak, een voor de instappers en een voor de uitstappers. De twee liften verbinden de straat rechtstreeks met het perron. Zoals in de andere ondergrondse stations die volgens het standaard ontwerp zijn gebouwd is de stationshal via twee roltrapgroepen van elk vier roltrappen met het perron verbonden. Boven de verdeelhal zijn daklichten die zorgen dat het daglicht ook in het station komt. De zuidelijke roltrapgroep wordt op het niveau van de stationshal geflankeerd door de twee ondergrondse fietsenstallingen. 
Omdat het standaardontwerp op de eerste twee metrolijnen betekende dat de ondergrondse stations voor reizigers onherkenbaar bleken, werd voor de stations van M3 en M4 gekozen voor een eigen wandbekleding en afwerking per station. Voor Aksel Møllers Have werd gekozen voor kleine beige/bruine wandplaten in de kuip, terwijl rond de ingang gepolijste grijze stenen gebruikt zijn. 

København H   · Rådhuspladsen · Gammel Strand · Kongens Nytorv · Marmorkirken · Østerport   · Trianglen · Poul Henningsens Plads · Vibenshus Runddel · Skjolds Plads · Nørrebro  · Nørrebros Runddel · Nuuks Plads · Aksel Møllers Have · Frederiksberg · Frederiksberg Allé · Enghave Plads · København H →